# خانم سیدی تامسون
خانم سیدی تامسون (به انگلیسی: Miss Sadie Thompson) یک فیلم سه بعدی آمریکایی در سال ۱۹۵۳ میلادی با بازی ریتا هیورث، آلدو ری و خوزه فرر است. این فیلم توسط کمپانی کلمبیا پیکچرز منتشر شد. این فیلم براساس داستان کوتاه سامرست موآم «خانم تامپسون» ساخته شده‌است. از دیگر نسخه‌های این فیلم می‌توان به سیدی تامسون (۱۹۲۸) با بازی گلوریا سوانسون و فیلم باران (۱۹۳۲) با بازی جوآن کراوفورد اشاره کرد.

## بازیگران
- ریتا هیورث در نقش سدی تامپسون
- خوزه فرر در نقش آلفرد دیویدسون
- آلدو ری
- راسل کالینز در نقش دکتر رابرت مک پیل
- دیوسا کاستلو به عنوان آمینا هورن
- هری بلاور در نقش جو هورن
- ویلتون گراف به عنوان فرماندار
- هنری اسلات
- رودی باند
- چارلز برانسون در نقش ادواردز
- فرانسیس موری[۲][۳][۴][۵][۶][۷][۸]